# Morte de Wei Zexi
Wei Zexi (chinês simplificado: 魏则西, pinyin: Wèi Zéxī; 1994 - 12 de abril de 2016) era um estudante universitário chinês de 21 anos, natural de Shaanxi, que morreu após receber DC-CIK, um tratamento experimental para sarcoma sinovial no Segundo Hospital do Corpo de Polícia Armada de Pequim, do qual ele soube através de um resultado promovido no motor de busca chinês Baidu.
A morte de Wei levou a uma investigação pela Administração do Ciberespaço da China, levando os reguladores chineses a impor novas restrições aos anúncios do Baidu. Meios de comunicação estatais condenaram amplamente o papel do hospital e do Baidu em sua morte, e os usuários online denunciaram as práticas publicitárias do Baidu. As ações do Baidu caíram quase 14% nos dias seguintes aos relatos sobre sua morte.

## Tratamento e morte
Em 2014, Wei foi diagnosticado com sarcoma sinovial, uma forma rara de câncer que afeta o tecido ao redor das principais articulações. Depois que ele recebeu radiação e quimioterapia, sua família procurou outros tratamentos. Por meio de um resultado promovido no mecanismo de busca chinês Baidu, Wei descobriu o Segundo Hospital do Corpo de Polícia Armada de Pequim, um hospital estatal administrado por militares que fornecia um tratamento de imunoterapia chamado DC-CIK, para aqueles com sua doença. As operações de rádio estatais afirmaram que a família de Wei confiava no tratamento porque foi "promovido por um dos hospitais militares considerados confiáveis, e o médico assistente apareceu em muitas plataformas de mídia convencionais". Wei passou por quatro tratamentos no hospital, gastando mais de 200.000 yuans ($31.008 USD) com sua família, mas os tratamentos não tiveram sucesso e Wei morreu em 12 de abril de 2016. Antes de sua morte, Wei acusou o Baidu de promover informações médicas falsas e denunciou o hospital por alegar altas taxas de sucesso para o tratamento.

## Investigação do governo e resposta pública
Após a morte de Wei, vários usuários da Internet expressaram descontentamento com as práticas publicitárias do Baidu. Wei publicou um ensaio respondendo à pergunta "Qual você acha que é o maior mal da natureza humana?" no site de perguntas e respostas chinês Zhihu, que descrevia sua experiência recebendo tratamento. O ensaio, que condenava as práticas publicitárias do Baidu, recebeu 44.000 "curtidas" e milhares de comentários. Em 2 de maio de 2016, a Administração do Ciberespaço da China anunciou que investigaria o papel do Baidu na morte de Wei, observando que sua morte "atraiu ampla atenção dos usuários da Internet". Uma porta-voz do Baidu afirmou que a empresa cooperaria com as investigações, afirmando que o Baidu "não dará trégua a informações falsas ou atividades ilegais online". Alguns usuários da Internet críticos ao Baidu começaram a se referir a ele como 百毒 (pinyin: Bǎidú), ou "100 venenos".
Ao contrário de outros motores de busca, como Google e Yahoo!, os resultados de busca promovidos no Baidu não são claramente diferenciados de outros conteúdos. A investigação concluiu que os resultados pagos do Baidu influenciaram as escolhas médicas de Wei e afetaram a imparcialidade e objetividade dos resultados de busca. Os reguladores ordenaram ao Baidu que anexasse "marcadores chamativos" e isenções de responsabilidade aos anúncios, reduzisse a quantidade de resultados promovidos para 30% da página e estabelecesse melhores canais para os usuários reclamarem sobre seus serviços. O Baidu divulgou um comunicado aceitando os resultados da investigação e anunciou que implementaria as recomendações de forma imediata. Além disso, o Baidu planeja criar um fundo de um bilhão de yuans (US$ 155.038.760) para compensar os usuários que sofrerem danos econômicos demonstráveis devido a resultados pagos. Uma investigação separada também descobriu que o hospital onde Wei recebeu tratamento estava trabalhando ilegalmente com empresas privadas de saúde.
As ações do Baidu caíram quase 14% após os relatos sobre a morte de Wei no início de maio de 2016. A Xinhua, agência de notícias estatal chinesa, e o Diário do Povo condenaram o Baidu pela morte de Wei, sendo que a primeira afirmou que "ganhar dinheiro permitindo que empresas paguem por uma melhor colocação nos resultados de busca é colocar uma boa ferramenta nas mãos de buscadores de interesse com más intenções". Um editorial posterior no Diário do Povo chamou a morte de Wei de um exemplo "clássico" da busca irrealista por uma cura impossível no "estilo chinês". Cerca de 250.000 pessoas comentaram sobre o artigo, vários criticaram o texto por apresentar o incidente como uma falha da família, e não do Baidu e do hospital. A morte de Wei também trouxe atenção para empreendedores médicos ligados ao sistema Putian, um grupo de hospitais nomeados em homenagem à sua origem, Putian, na província de Fujian. Os hospitais Putian dependiam extensivamente de anúncios online, e meios de comunicação chineses criticaram a precisão dessas promoções. Alguns meios de comunicação chineses sugeriram que o sistema Putian estava ligado ao hospital, mas uma enfermeira que trabalhava no hospital disse ao jornal Huashang Bao de Xi'an que o hospital era autogerido.